# Tiara (ユニット)
tiara（ティアラ）は、日本の芸能事務所「スタイルコーポレーション」がプロデュースした、2003年の全日本GT選手権（現・SUPER GT）イメージガールユニットである。

## メンバー
※生年月日順
- 朝倉ひさみ（あさくら ひさみ）
1979年4月10日生まれ、東京都出身、A型。身長：160cm、B-84/W-56/H-80
- 坪水恵美（つぼみず めぐみ）
1982年[注 2][1]1月7日生まれ、埼玉県出身、A型。身長：155cm、B-80/W-55/H-80
趣味はお菓子作り、フィットネス。特技は新体操。
2001年の東京ゲームショウと東京モーターショー[2]、2002年のCEATEC JAPANにコンパニオンとして参加したことがある。
現在は、六本木にあるダイニングバー「WATER POT」（2009年8月21日開店[3]）のオーナーを務めている[1][2]。
- 小笠原美帆（おがさわら みほ）
1985年7月1日生まれ、東京都出身、A型。身長：162cm、B-83/W-58/H-83
- 橋本紗和（はしもと さわ）
1986年10月18日生まれ、長崎県出身、O型。身長：160cm、B-86/W-58/H-84

## 作品
いずれもSTYLE JAPAN MUSICより発売。

### ソロDVD
- 小笠原美帆 / Jumpy
- 橋本紗和 / Groovy
- 朝倉ひさみ / Talky
- 坪水恵美 / Cloudy

※いずれも2003年5月4日発売。各タイトルの頭文字を組み合わせると「JGTC」（全日本GT選手権の略称）となる。

### DVD
- Road Of tiara（2004年2月6日発売）

### CD
- Girls be Ambitious!（2003年9月発売）

1. Girls be Ambitious!
2. Mr.shine
3. Someday

## エピソード

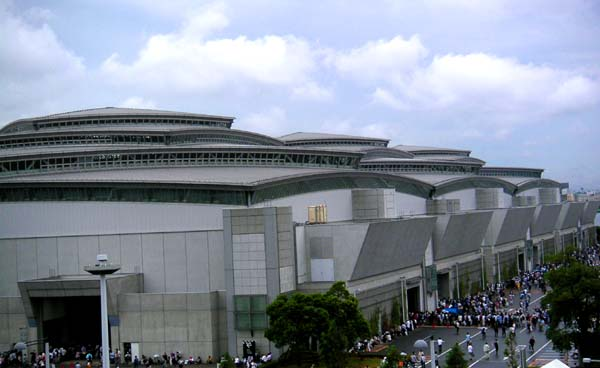
オートギャラリー東京2003が行われた東京ビッグサイトの東展示棟

- 全日本GT選手権開始から10年という節目の年に結成されたユニットであったが、毎年GT公認のCDアルバムをリリースしているエイベックスはイメージガールをプロデュースしなかった。それだけこのユニットが歴代イメージガール史上最も地味な存在であったことが窺える。当グループ解散後、2013年のSUPER GTイメージガールユニットである「IA GIRL STARS」に高橋としみ[注 3]が加入するまで、スタイルコーポレーション系列所属者がGT本体のイメージガールに選ばれることはなかった。
- この年のコスチュームは前年の「wi☆th」同様、白を基調としたデザインで、ショートパンツ部にはtiaraのロゴが記されていた。
- この年は新型肺炎SARSの影響で、6月にマレーシア・セパン・インターナショナル・サーキットで行われる予定だったシリーズ戦が中止となった[注 4]。ちなみにスタイルコーポレーションは翌年以降、マレーシア戦限定のイメージガールユニットを作り、現地滞在でのプロモーション活動を2008年まで行っていた[注 5]。この年のメンバーだった朝倉ひさみは、2006年に澄谷薫、小口亜紀と共にマレーシアに滞在しPR活動を行っている。
- 2003年8月8日から10日まで東京ビッグサイトで行われた『オートギャラリー東京2003』では、同じ事務所に所属する同年のスーパー耐久イメージガールユニット「大和撫子」と共にライブを行った。
- ちなみに橋本紗和は歴代のGTイメージガールとしては初の九州出身者であったが、九州圏内出身者のGTイメージガール選出は2010年「G☆RACE」で工藤えみ（大分県出身）が選ばれるまでは橋本のみであった。
- 1970年代生まれのGTイメージガール起用はこの年の朝倉が最後となっている。